# Eranthemum viscidum
Eranthemum viscidum är en akantusväxtart som beskrevs av Carl Ludwig von Blume. Eranthemum viscidum ingår i släktet Eranthemum och familjen akantusväxter. Inga underarter finns listade i Catalogue of Life.